# Catherine Fleury-Vachon
Catherine Fleury-Vachon (* 18. Juni 1966 in Paris) ist eine ehemalige französische Judoka. Ihre Gewichtsklasse war das Halbmittelgewicht (bis 61 kg). Ihr größter sportlicher Erfolg war der Gewinn der Goldmedaille bei den Olympischen Sommerspielen 1992 in Barcelona. Darüber hinaus wurde sie 1989 Weltmeisterin.

## Erfolge
- Olympiasiegerin 1992 in Barcelona
- Weltmeisterin 1989 in Belgrad
- WM-Dritte 1991 in Barcelona
- WM-Dritte 1995 in Chiba